# Ourapteryx palniensis
Ourapteryx palniensis là một loài bướm đêm trong họ Geometridae.